# Robert Gellerstad
Robert Vilhelm Gellerstad, född den 14 februari 1905 i Jämjö, Blekinge, död den 10 november 1964 i Lidingö, var en svensk ingenjör främst känd för införandet av teleskopmetoden vid byggande av kassunfyrar, vilken patenterades 1957.
Robert Gellerstad tog civilingenjörsexamen vid Kungliga tekniska högskolan 1932, anställdes vid Lotsverkets fyrsektion 1940, blev förste fyringenjör 1948 och tillträdde som chef för byggnadssektionen 1950. När Sjöfartsstyrelsen bildades 1956 utsågs han till chef för fyrbyggnadskontoret.
Gellerstad utnämndes till riddare av Nordstjärneorden och tilldelades Ingenjörsvetenskapsakademins guldmedalj 1964.